# The Gallery
The Gallery es el segundo álbum de estudio de la banda sueca de death metal melódico Dark Tranquility, publicado el 27 de noviembre de 1995 a través de Osmose Productions. Es el primer álbum que presenta a Mikael Stanne como vocalista principal, y uno de los más característicos del género junto con The Jester Race de In Flames y Slaughter of the Soul de At the Gates.
Fue reeditado en 2005 por Century Media Records con cinco versiones como canciones extra.

## Lista de canciones
1. "Punish My Heaven" – 4:46 (Jivarp/Johansson/Stanne/Sundin)
2. "Silence, and the Firmament Withdrew" – 2:36 (Henriksson/Stanne/Sundin)
3. "Edenspring" 	 – 4:30 (Johansson/Stanne/Sundin)
4. "The Dividing Line" – 5:01 (Jivarp/Johansson/Stanne/Sundin)
5. "The Gallery" – 4:07 (Henriksson/Stanne/Sundin)
6. "The One Brooding Warning" – 4:14 (Henriksson/Johansson/Stanne/Sundin)
7. "Midway through Infinity" 	 – 3:30 (Dark Tranquility)
8. "Lethe" – 4:42 (Henriksson/Sundin)
9. "The Emptiness from Which I Fed" – 5:43 (Henriksson/Johansson/Stanne/Sundin)
10. "Mine is the Grandeur..." (Instrumental) – 2:26 (Henriksson/Sundin)
11. "...Of Melancholy Burning" – 6:16 (Henriksson/Stanne)

### Reedición de 2005
1. "Punish My Heaven" – 4:47
2. "Silence, and the Firmament Withdrew" – 2:36
3. "Edenspring" – 4:31
4. "The Dividing Line" – 5:01
5. "The Gallery" – 4:08
6. "The One Brooding Warning" – 4:14
7. "Midway through Infinity" – 3:30
8. "Lethe" – 4:43
9. "The Emptiness from Which I Fed" – 5:44
10. "Mine Is the Grandeur..." – 2:27
11. "...Of Melancholy Burning" – 6:14
12. "Bringer of Torture" (versión de Kreator) – 3:14
13. "Sacred Reich" (versión de Sacred Reich) – 3:16
14. "22 Acacia Avenue" (versión de Iron Maiden) – 6:05
15. "Lady in Black" (versión de Mercyful Fate) – 4:22
16. "My Friend of Misery" (versión de Metallica) – 5:25

## Personal
- Mikael Stanne − voz
- Niklas Sundin − guitarra
- Fredrik Johansson − guitarra
- Martin Henriksson − bajo
- Anders Jivarp − batería

- Datos: Q1415540